# Пэрис, Эшли
Эшли Стар Пэрис (англ. Ashley Star Paris; родилась 21 сентября 1987 года, Сан-Хосе, Калифорния, США) — американская и северомакедонская профессиональная баскетболистка. Она была выбрана на драфте ВНБА 2009 года во втором раунде под общим 22-м номером командой «Лос-Анджелес Спаркс». Играет на позиции центровой. 

## Биография
За «Лос-Анджелес Спаркс» Пэрис участвовала лишь в товарищеской предсезонной игре. До начала сезона команда отказалась от ее услуг. Через некоторое время баскетболистка перебралась в Европу, где она поиграла Турции, Испании и России. В Премьер-Лиге центровая выступала за ивановскую «Энергию» и «Чевакату». Со временем приняла гражданство Северной Македонии. В 2018 году Пэрис в составе местной национальной сборной принимала участие в матчах квалификации Чемпионата Европы по баскетболу в Сербии и Латвии.

## Семья
Сестра-близнец Эшли Кортни Пэрис также стала баскетболисткой и провела несколько лет в ВНБА. Отец спортсменок профессионально играл в американский футбол.